# Tierra Ruffin-Pratt
Tierra La-she Ruffin-Pratt (Fairfax, 11 aprile 1991) è un'ex cestista statunitense, professionista nella WNBA.